# Caril de peixe

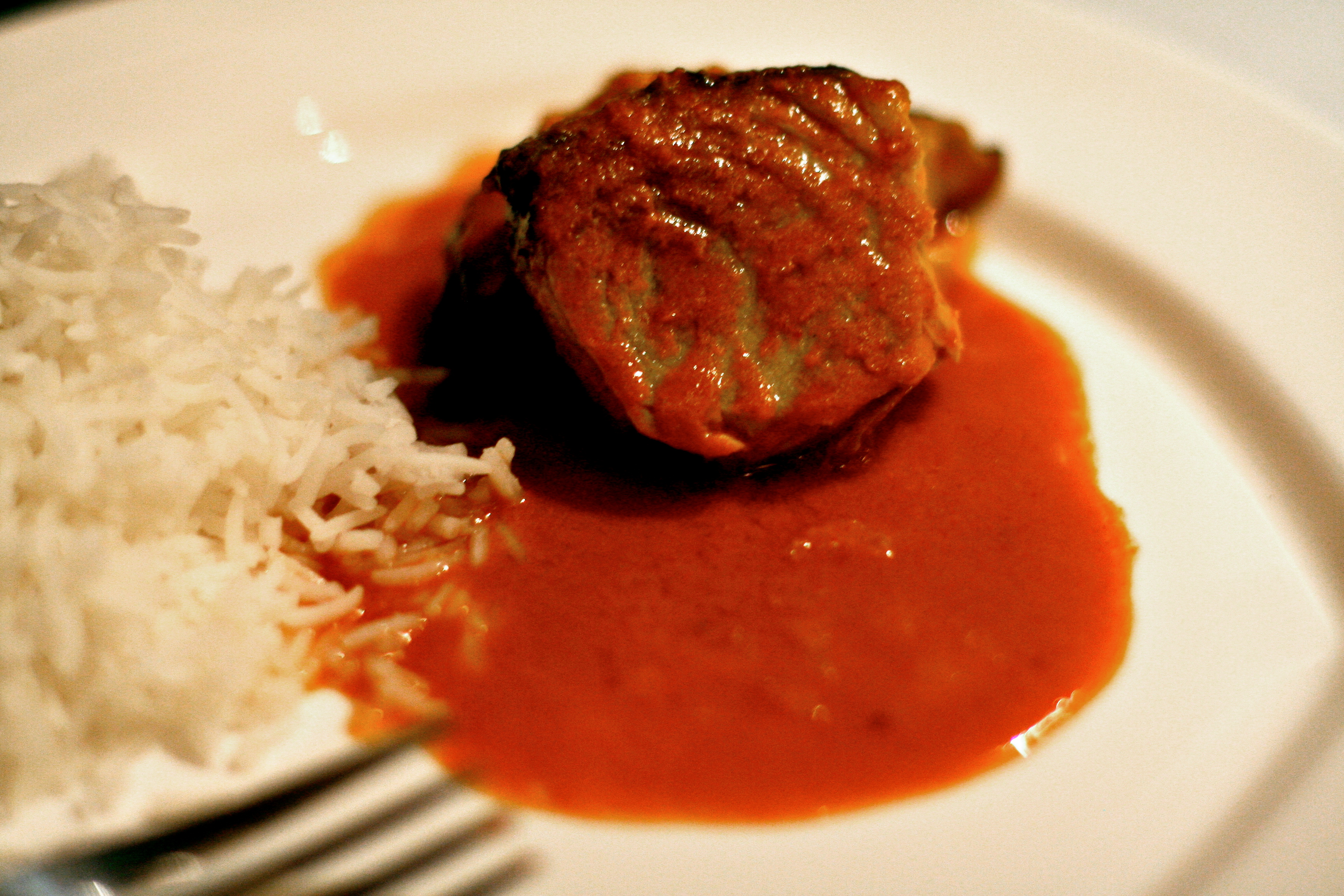
Caril de peixe

Caril de peixe é um prato típico da culinária indo-portuguesa de Goa, Damão e Diu, outrora pertencentes ao Estado Português da Índia. Como o nome indica, é confeccionado com peixe. Este é usado cortado em postas.
Para além do peixe, inclui coco ralado, malaguetas, cominhos, pimenta-do-reino, sementes de coentro, gengibre, alho picado, açafrão, cebola, polpa de tamarindo, água e sal. Caso esteja disponível, é preferível usar um tipo de ameixa com sabor amargo, conhecido localmente como cocuns, em vez de tamarindo.
A preparação começa com o tempero do peixe com sal. Segue-se a preparação do molho, triturando-se o coco, misturando-o em seguida com a malagueta, o gengibre, o coentro, o alho e o açafrão, até se obter uma pasta. Esta pasta é depois cozinhada durante alguns minutos, numa panela. Passo a passo, vão sendo acrescentadas a cebola, a pasta de tamarindo e água morna, mexendo-se sempre bem, para o preparado não se pegar ao fundo da panela. Por fim, o peixe é colocado na panela, onde deve cozer durante cerca de 15 minutos.
Este prato é normalmente servido com arroz branco.